# شهرستان کنیاژپوگوستسکی
شهرستان کنیاژپوگوستسکی (به لاتین: Knyazhpogostsky District) یک شهرستان در روسیه است که در جمهوری کومی واقع شده‌است.